# 하야마 요시키

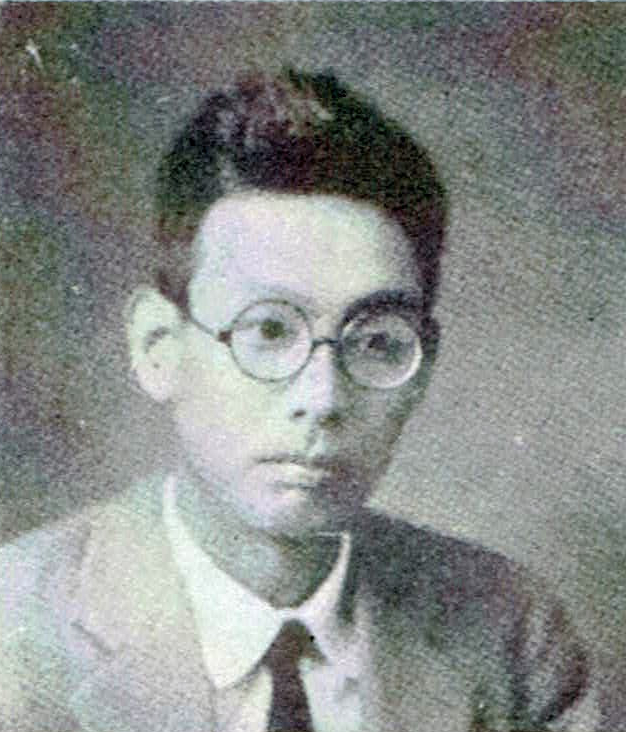

하야마 요시키(葉山嘉樹, 1894년 3월 12일 ∼ 1945년 10월 18일)는 일본 후쿠오카 현 출신 프롤레타리아 작가이다.
와세다대학에 진학하지만 학비 미납으로 제적당했다. 외항 선원으로서 홋카이도와 인도 콜카타를 왕래하는 화물선에서 근무한 경험을 훗날 작품으로 발표하기도 하고, 1920년에는 나고야 시멘트 공장에 근무하면서 노동조합 결성을 시도하다가 해고당하기도 한다. 그 후 나고야 노동자 협회에 가입해 각종 노동 쟁의를 지도하고, 1923년에 나고야 공산당 사건으로 검거된 후 미결수로 투옥되어, 옥중에서 창작 활동에 열중하는 한편 관동 대지진을 경험하기도 한다. 1925년 출옥 후 그의 대표작이자 일본 프롤레타리아 문학 중에서도 걸작으로 꼽히는 ＜매춘부＞, ＜바다에 사는 사람들＞, ＜시멘트 통 속의 편지＞를 발표해 신진 작가로서 최고의 명성을 얻게 된다. 다소 도식적이고 관념적이던 기존의 프롤레타리아 문학에 비해 하야마는 그의 작품에서 인간의 자연스러운 감정을 꾸밈없이 그려 내어 문학 작품으로서의 완성도를 한 단계 높였다.
그러나 1934년 무렵, 특별 고등 경찰에 의한 사상 통제가 강화되고 일본의 국론이 중국 대륙 진출로 통일되자 하야마는 전향해 당시의 체제에 대한 지지 입장을 강화하게 된다. 1945년 만주로 이주하기 위해 건너갔던 그는 소련군의 만주 점령과 일본의 패전으로 인해 귀국하던 도중, 그해 10월 열차 내에서 뇌일혈로 사망했다.

## 같이 보기
- 일본 문학